# Колосовка (Калінінградська область)
Колосовка (рос. Колосовка) — селище Зеленоградського району, Калінінградської області Росії. Входить до складу Переславського сільського поселення.
Населення — 1538 осіб (2015 рік).

## Населення
| 2002 | 2010  |
| ---- | ----- |
| 1459 | ↗1538 |